# Хевіз-Балатон (аеропорт)
Міжнародний аеропорт Хевіз-Балатон (IATA: SOB, ICAO: LHSM), Sármellék International Airport (угор. Sármellék Nemzetközi Repülőtér), розташований біля озера Балатон, Угорщина, за 1 км від села Шармеллек та 12 км від центру міста Кестхей.

## Історія
Військовий аеродром існував на цьому місці вже з 1940-х років. У 1950-х тут розміщувався угорський військовий аеродром. В 1960-1990 роках — радянський військовий аеродром. Сучасна бетонна злітно-посадкова смуга довжиною 2 500 м була побудована в 1982 році.
Як цивільний аеропорт почав працювати з 1991 року і 15 травня 2002 року став другим міжнародним аеропортом Угорщини після аеропорту Будапешт.
Через низьку завантаженість авіалайнерів бюджетна ірландська авіакомпанія Ryanair припинила польоти з аеропорту взимку 2008 року. Це змусило керівництво припинити регулярні рейси і відправити у неоплачувані відпустки 60-70% співробітників. В 2012 році аеропорт отримав нову назву. Польоти знову розпочалися 14 квітня 2012 року.

## Авіакомпанії та напрямки, грудень 2021
| Авіакомпанія | Пункт призначення                                      |
| ------------ | ------------------------------------------------------ |
| Sundair      | Сезонний чартер: Дрезден, Ерфурт-Веймар, Лейпциг/Галле |

## Статистика
Див. джерело запитів Вікіданих та джерела.
| Рік  | Пасажири | Зміни    |
| ---- | -------- | -------- |
| 2004 | 21 077   | n/a      |
| 2005 | 25 932   | +23%     |
| 2006 | 63 627   | +145,34% |
| 2007 | 105 697  | +66,11%  |
| 2008 | 102 131  | −3,37%   |
| 2009 | 15 075   | −85,23%  |
| 2010 | 14 828   | −1,63%   |
| 2011 | 18 191   | +22,68%  |
| 2012 | 18 831   | +3,51%   |
| 2013 | 25 015   | +32,84%  |
| 2014 | 28 588   | +14,28%  |